# Friedrich Martin (Politiker)
Friedrich („Fritz“) Martin (* 1902; † nach 1952) war ein deutscher Politiker (KPD/SED/DBD) und Funktionär (VdgB). Er war Vorsitzender des DBD-Landesverbandes Sachsen.

## Leben
Der gelernte Landwirt Martin wurde 1928 Mitglied der KPD. 1945 war er Vorstandsmitglied der Kreisbodenkommission im Landkreis Leipzig, bevor er eine Neubauernstelle übernahm. Er war Treuhänder des ehemaligen Rittergutes Biagosch bei Merkwitz. Seit 1945 gehörte er der Vereinigung der gegenseitigen Bauernhilfe (VdgB) und dem Bezirksvorstand der KPD, ab 1946 dem Kreisvorstand der SED an. 1945 war er Bürgermeister in Merkwitz und wurde noch im gleichen Jahr Erster Vorsitzender der Kreisleitung Leipzig der VdgB. Von 1947 bis 1951 wirkte er als Mitglied im Landesvorstand Sachsen der VdgB, von 1949 bis 1951 war er zusätzlich Mitglied des Zentralvorstandes der VdgB. 1948 war er einer der Mitbegründer der DBD auf Landes- und Zonenebene. Von Juni 1948 bis 1951 war er Erster Vorsitzender des DBD-Landesverbandes Sachsen und Mitglied im Parteivorstand der DBD.
Von 1948 bis 1950 war Martin auch Abgeordneter des Volksrates, ab 1950 der Volkskammer und ab Januar 1950 Mitglied des Sächsischen Landtages. Im Landtag wirkte er von 1950 bis September 1951 als Fraktionsvorsitzender der DBD.
Im Frühjahr 1953 übersiedelte er in die Bundesrepublik Deutschland.